# 御前崎グランドホテル

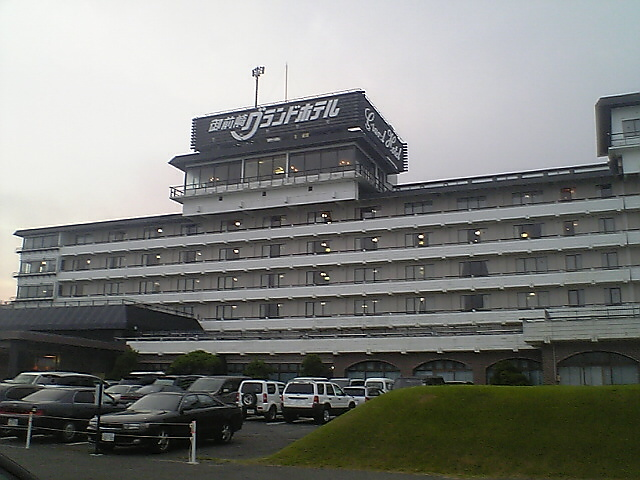
ホテル外観

御前崎グランドホテル（おまえざきグランドホテル）は、静岡県御前崎市にあるホテル。
御前崎サンホテルが2004年10月31日を最後に営業を終了した後は、御前崎エリアにおける唯一のリゾートホテルとなった（かつては御前崎観光ホテルもあった）。
静岡では当ホテルのCMが放送されている。電話番号に引っかけて「おこしやす さんのさささんさん」というフレーズは静岡県民の間では有名である。
- 所在地 静岡県御前崎市御前崎1412-1

## 施設
- 大浴場
- 貸し切り風呂
- スカイレストラン
- プール(夏季のみ、現在は営業終了)